# Blood for Blood
Blood for Blood är ett amerikanskt hardcoreband från Boston, Massachusetts bildat 1995. I motsats till många andra hardcoreband så handlar Blood for Bloods texter mer om hat, självdestruktivitet och alkohol.

## Medlemmar
Nuvarande medlemmar
- "White Trash" Rob Lind - gitarr, sång
- Ian McFarland - bas

Tidigare medlemmar
- Erick "Budda" Medina - vocals (1994–2012)
- Mike "Cap'n" Mahoney - drums (1994–1999)
- Gina Benevides - bass (1996–1997)
- Greg Dellaria - bass (1995)
- Jeremy Wooden - bass (1994–1995)
- Dustin Hengst - drums (Outlaw Anthems)
- Neal Dike - drums (2004-2012)
- Robert Falzano - drums (-2012)
- Craig Silverman - guitar (live) (2010-2012)

## Diskografi
- 1997 – Spit My Last Breath
- 1998 – Revenge on Society
- 1999 – Livin' in Exile
- 2001 – Wasted Youth Brew
- 2002 – Outlaw Anthems
- 2004 – Serenity